# Chocolate Underground
Bootleg (in inglese "merce di contrabbando"), conosciuto anche col nome dei prodotti giapponese successivi Chocolate Underground (チョコレート・アンダーグラウンド?, Chokorēto andāguraundo), è un romanzo per ragazzi di Alex Shearer. Basati sull'opera letteraria sono usciti in Giappone il manga, firmato da Aiji Yamakawa, e una serie ONA omonima.

## Trama
In una probabile Inghilterra del futuro ha preso il potere il Partito di salute pubblica che ha bandito ogni cibo grasso ed in particolare i dolci per promuovere una alimentazione povera, insapore ed inconsistente. Colpiti duramente dalle leggi sono i bambini che hanno così dovuto dire addio anche al tanto amato cioccolato. Ma no tutti seguono le norme del partito ed alcuni ragazzini ed adulti si danno alla produzione illegale di dolciumi per vivere anche se clandestinamente il piacere di gustare i vecchi sapori. I due grandissimi per la pelle Huntley e Smudger, dopo aver assistito all'arresto di un loro compagno di classe, colpevole di aver consumato una barretta di illegale cioccolato, decidono con l'aiuto della loro amica pasticciera Louise di mettere in piedi un laboratorio di dolci artigianali, fatti in particolare di cioccolato.
Ottenuto il sostegno di John Blades, libraio ostile al regime ed amico di Louise, i tre aprono nella cantina della libreria dell'amico il locale sotterraneo, il Chocolate Underground. Divenuti popolarissimi tra i più giovani e i nostalgici buongustai. Il sogno dei tre si infrange il giorno in cui un loro compagno fa la spia alla polizia e il corpo paramilitare del governo fa irruzione nel bar. Smudger, per permettere la fuga agli amici ed ai clienti, finisce per farsi arrestare ed essere mandato in un campo di correzione.
Abbattuti e sconfitti, Huntley e Louise riescono a risollevarsi solo grazie al sostegno di John che presenta loro il grosso della resistenza: non dei semplici pasticceri illegali, am dei veri oppositori al regime pronti persino ad operazione armata per far cadere il potere del partito salutista. Il giorno delle celebrazioni nazionali del partito la resistenza sferra il suo attacco: mentre una squadra fa irruzione nel campo di correzione e libera tutti i detenuti, un'altra si leva contro il partito davanti alle telecamere, durante la parata e davanti a migliaia di telespettatori da casa.
Smudger viene liberato e i tre cioccolatieri sono finalmente tornati assieme. Intanto John e i suoi hanno ricevuto il sostegno dell'intera popolazione e il regime che bandiva i dolci è ormai acqua passata.

## Personaggi
Smudger Moore
Doppiato da Fumie Mizusawa
Huntley Hunter
Doppiato da Toshiyuki Toyonaga
Louise Bubby
Doppiata da Mikako Takahashi
Ron Moore
Doppiato da Keiji Fujiwara
Joe Crawley
Doppiato da Kenjirō Tsuda
Carol Hunter
Doppiata da Maaya Sakamoto

## Manga
La trama del libro è stata adattata a serie manga dall'artista Aiji Yamakawa, pubblicata sulla rivista Bessatsu Margaret e conclusasi dopo sei capitoli il 13 giugno 2008

### Volumi
| Nº | Giapponese 「Kanji」 - Rōmaji                                 | Data di prima pubblicazione              | Data di prima pubblicazione |
| Nº | Giapponese 「Kanji」 - Rōmaji                                 | Giapponese                               |                             |
| 1  | 「チョコレート・アンダーグラウンド」 - Chokorēto andāguraundo | 24 ottobre 2008 . ISBN 978-4-08-846349-0 |                             |

## Anime
Nel 2008 è stato prodotto l'adattamento anime intitolato Chocolate Underground, l'insieme di brevi episodi è stato poi infine proiettato come film l'anno successivo. L'animazione finale cinematografica conta, tra l'altro, l'aggiunta di 20 minuti al prodotto precedente.

### Differenze fra anime e manga
I due adattamenti differiscono leggermente l'uno dall'altro nella rappresentazione di alcuni episodi: la versione animata, infatti, presentandosi come una pellicola anche per un pubblico infantile non rappresenta il campo di reclusione in cui Smudger viene rinchiuso come fa Yamakawa nel manga. In quest'ultimo infatti, la detenzione e le condizioni fisiche dei giovani prigionieri (la divisa e la testa rasata) rimandano lugubremente ai campi di concentramento del secondo conflitto mondiale.
Nell'anime, inoltre, la decisione di Hunter e Smudger nel darsi alla produzione di dolci illegali viene favorita dall'incontro con il fuorilegge gruppo degli estimatori del cioccolato, evento durante il quale i due apprendono della posizione antigovernativa del loro amico Dave - nel manga arrestato dopo un'ispezione a sorpresa a scuola -. Sempre nella versione animata, si assiste ad un'accentuazione dei toni romantici ed umoristici nella relazione che lega i due giovani aspiranti cioccolatieri alla pasticciera Louise, a sua volta innamorata di John.